# Nico Heßlich

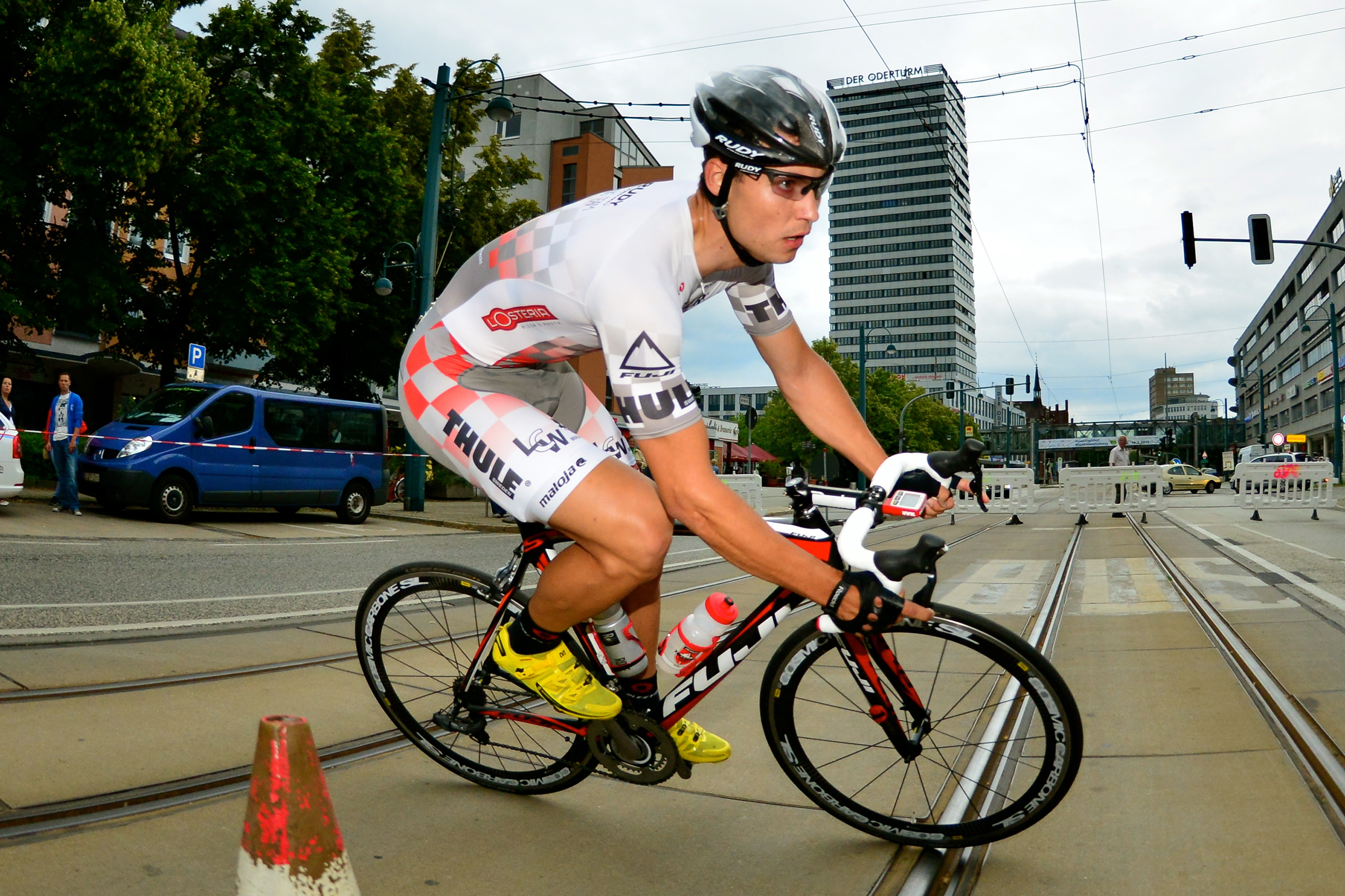
Heßlich bei der Oderrundfahrt 2013

Nico Heßlich (* 23. Oktober 1990 in Cottbus) ist ein deutscher Radrennfahrer.

## Sportliche Laufbahn
Nico Heßlich wurde schon als Jugendlicher dank seiner Leichtathletik-Leistungen als Mehrkämpfer in die Lausitzer Sportschule Cottbus aufgenommen. Mit 17 Jahren wechselte er zum Radsport. Seit August 2011 fährt Nico Heßlich, dessen Heimatverein der RSC Cottbus ist, für das Continental Team LKT Team Brandenburg. 2012 wurde er im Berliner Velodrom Dritter der deutschen Meisterschaft im Scratch sowie Vierter in der Mannschaftsverfolgung, gemeinsam mit Franz Schiewer, Maximilian Bormann und Felix Donath. 2013 gewann er den Lauf des UIV-Cups beim Sechstagerennen in Bremen, gemeinsam mit dem Schweizer Samuel Horstmann. Im selben Jahr wurde er gemeinsam mit Leif Lampater deutscher Meister im Zweier-Mannschaftsfahren.
Heßlich ist der Sohn des zweifachen Olympiasiegers und mehrfachen Weltmeisters Lutz Heßlich. Er ist als Einzelhandelskaufmann seit 2009 im Fahrradcenter seiner Eltern halbtags angestellt. Heßlich lebt in Cottbus, ist seit 2013 mit der Triathletin Sarah Heßlich verheiratet und hat eine Tochter (Stand 2015).

## Engagement
2017 gründete Nico Heßlich gemeinsam mit Stefan Schäfer in Cottbus den Verein Windschatten Lausitz, der Jedermann-Radtouren organisiert.

## Erfolge

### Bahn
2016
- Deutscher Meister – Zweier-Mannschaftsfahren (mit Achim Burkart)

2013
- Deutscher Meister im Zweier-Mannschaftsfahren (mit Leif Lampater)

2012
- Deutsche Meisterschaft Scratch

2016
- Deutscher Meister im Zweier-Mannschaftsfahren (mit Achim Burkart)

## Teams
- 2011–2012 LKT Team Brandenburg (ab 1. August)